# Мулумба Лукожі
Мулумба Лукожі (1943–1997) — заїрський політик, очолював уряд країни 1991 року.